# Metro Redux
Metro Redux (с англ. — «Метро: Возвращение», в России издана под названием «Метро 2033: Возвращение») — сборник компьютерных игр в жанре постапокалиптического шутера от первого лица с элементами survival horror и стелса, представляющий собой ремастерированные версии двух игр во франшизе Вселенной Метро 2033: Metro 2033 и Metro: Last Light. Обновлённые версии — как и оригинальные игры — были разработаны украинской студией 4A Games и изданы британской компанией Deep Silver. Выход сборника состоялся в августе 2014 года на Windows, macOS, Linux, PlayStation 4 и Xbox One; в 2020 году Redux был выпущен на Nintendo Switch. По сравнению с оригинальной Metro 2033 в Redux были внесены многие улучшения в плане геймплея и графики. В обеих играх действие происходит в московском метро после ядерной войны; главный герой, молодой солдат Артём, сражается с мутантами и членами враждебных группировок.
Критики дали сборнику в основном положительные оценки. В качестве основных достоинств они отметили улучшение графики и оптимизацию производительности, а также получившую значительно обновлённый движок Metro 2033. В числе недостатков называлась минимально модернизированная Last Light.

## Содержание

Скриншот из обновлённой Metro 2033, получившей значительные улучшения

Metro Redux содержит две игры из игровой франшизы Вселенной Метро 2033: Metro 2033 и Last Light. Обе игры представляют собой шутер от первого лица с элементами стелса и survival horror. В основе игрового процесса лежат исследование туннелей и станций московского метрополитена, а также отравленной радиацией поверхности, и бои с мутировавшими монстрами и враждебными солдатами различных фракций. Metro 2033 и Last Light содержат несколько концовок, которые зависят от множества решений, принимаемых игроком по мере прохождения.
В обеих играх место действия — Москва, разрушенная ядерной войной. Главным героем игр является молодой солдат Артём. В Metro 2033 он должен спасти свою родную станцию от Чёрных — таинственных и опасных для людей существ. В игре две возможные концовки — их выбор определяет скрытая от игрока система «очков морали»: в итоге Артём может либо запустить ракеты в улей Чёрных, стерев его с лица земли, либо уничтожить установку с лазерным целеуказателем, оставив существ в живых. Сюжет Last Light отталкивается от первой концовки: ракетный удар по логову Чёрных был совершён, выжила только одна молодая особь, и теперь задача Артёма — найти и уничтожить Чёрного, попутно сражаясь с войсками коммунистической Красной линии и фашистского Четвёртого рейха.
Metro 2033 и Metro: Last Light были серьёзно изменены под консоли восьмого поколения. Были добавлены текстуры высокого разрешения и новые модели героев, переработана система освещения, уровни в сборнике бесшовные и лишены подзагрузок. Кроме этого, в Metro 2033 были добавлены игровые механики из Last Light — бесшумные атаки, кастомизация оружия и возможность протирать противогаз от брызг крови и грязи. На Nintendo Switch сборник включает в себя функцию гироскопического прицеливания. Обе игры, входящие в состав сборника, стали включать два новых режима: «Выживание» и «Спартанец». Более трудный режим «Выживание» позволяет играть с замедленной перезарядкой оружия, усиленными врагами и ограниченными ресурсами. Режим «Спартанец» в обеих играх ближе к обычному игровому процессу Last Light — бои лучше сбалансированы, а сами внутриигровые ресурсы попадаются чаще. Режим «Рейнджер», первоначально введенный в Last Light, в сборнике доступен в обеих играх — это ещё более сложный режим, в котором отсутствует внутриигровой интерфейс. Кроме этого, Redux-версия 2033 получила украинскую локализацию от PlayUA.

## Разработка и выход
22 мая 2014 года 4A Games и издательство Deep Silver сообщили о том, что выпустят Metro Redux на ПК, PlayStation 4 и Xbox One летом 2014 года. В этот же день был опубликован трейлер сборника. Выход издания был назначен на 29 августа 2014 года в Steam. На территории России и стран СНГ игра издана компанией Бука.
Переработка Metro 2033 и Last Light для новых консолей восьмого поколения была сильно осложнена политическим кризисом на Украине — лишь в начале 2014 года студия смогла ввезти в страну девкиты новых консолей, причем сделав это тайно, в обход таможни, чтобы не платить огромные пошлины, и проработала лишь около четырех месяцев с девкитом Xbox One и шесть месяцев с PlayStation 4. Разработчикам при портировании пришлось провести множество тестов и соответственно перерабатывать игру: так, одна из ранее настроенных вручную задач по генерации текстур в Last Light выполнялась на новой PlayStation 4 даже дольше, чем на устаревшей Xbox 360. С новым, более мощным оборудованием такие ухищрения по оптимизации оказались бессмысленными, и эти части программного кода пришлось просто отключить. Студия также собирала многочисленные предложения от игроков; благодаря новым консолям катсцены удалось сделать более плавными, а управление — более отзывчивым. Redux работает как на ПК, так и на консолях с частотой 60 кадров в секунду — разработчики считали это техническим достижением, хотя и допускали, что в будущих играх вернутся к «консервативным» 30 кадрам в секунду, чтобы обеспечить как можно более высокий уровень графики.
Nintendo Switch, на которую игра была портирована позже, заметно уступала PlayStation 4 и Xbox One в мощности. Тестовый вариант Redux выдавал всего 7—15 кадров в секунду; даже окончательная версия игры на этой консоли ограничена лишь 30 кадрами в секунду. Разработчикам пришлось выполнить обработку анимаций и улучшать распараллеливание игры по ядрам — для этого студия работала напрямую с процессором A57. Чтобы была максимальная производительность, 4A Games использовала разработанный Nvidia эксклюзивно для Switch графический API — NVN. По словам Шишковцова, данный API по минимуму нагружает процессор консоли. Версии для компьютеров под управлением Linux созданы с использованием OpenGL 4.0 — Шишковцов заявил, что благодаря ему Linux-версия может соперничать с вариантом для DirectX 11 по графике и производительности.
В декабре 2014 года сборник вышел на ПК под управлением Linux и macOS. В честь этого события издатели устроили распродажу в Steam, а версия для Mac всем покупателям Steam была доступна бесплатно. На PlayStation 4 и Xbox One с 2015 года доступны демоверсии, позволяющие бесплатно пройти треть каждой из игр. В 2020 году сборник вышел на Nintendo Switch и в облачном игровом сервисе Stadia. За предзаказ физической версии Redux на Switch игрок мог получить в подарок комплект «Рейнджер» — в его состав входил набор из двух значков, рукав для коробки с игрой, двухсторонние постер формата A2 и обложку с альтернативным оформлением и четыре открытки с изображением оригинальных игр.
С 26 сентября по 3 октября 2019 года, а также 22 декабря 2020 Metro 2033 Redux была бесплатно доступна в Epic Games Store, Last Light Redux также была бесплатной с 4 по 11 февраля 2021.

## Отзывы критиков и продажи
| Сводный рейтинг       | Сводный рейтинг                                |
| Агрегатор             | Оценка                                         |
| --------------------- | ---------------------------------------------- |
| GameRankings          | XONE: 85,50 % PS4: 83,65 % PC: 82,82 %         |
| Metacritic            | XONE: 84/100 PS4: 83/100 PC: 84/100 NS: 80/100 |
| «Критиканство»        | 87/100                                         |
| Иноязычные издания    |                                                |
| Издание               | Оценка                                         |
| Game Informer         | 8,5/10                                         |
| GameRevolution        | 9/10                                           |
| GameSpot              | 8/10                                           |
| GamesRadar+           | [ 40 ]                                         |
| IGN                   | 8,6/10                                         |
| Nintendo Life         | 9/10                                           |
| PC Gamer (US)         | 82/100                                         |
| Русскоязычные издания |                                                |
| Издание               | Оценка                                         |
| 3DNews                | 9/10                                           |
| GoHa.Ru               | 10/10                                          |

Согласно агрегатору обзоров Metacritic, Metro Redux получила «в целом положительные» отзывы критиков.
Микель Репараз из IGN поставил сборнику оценку 8,6 — заметно более высокую, чем предыдущие оценки Metro 2033 и Last Light. По его выражению, Metro 2033 «уже не путается в собственных ногах» — и графика, и геймплей изменились в лучшую сторону; игра в режиме «Выживание» стала даже проще, поэтому Микель порекомендовал проходить её на «хардкоре». Самыми значительными улучшениями Metro 2033 Репараз счёл интуитивно понятные меню и продвинутый искусственный интеллект противников. Last Light изменилась меньше, но и её обозреватель назвал «шагом вперёд» по сравнению с первоначальной версией игры, по крайней мере, с точки зрения графики на игровых консолях. Джессика Васкес из GameRevolution поставила девять баллов из десяти, наиболее высоко оценив Metro 2033 Redux, которая, благодаря последней на тот момент версии движка 4A Engine, выглядит намного лучше оригинала — она отмечала улучшенную детализацию окружающей среды и моделей NPC, динамическую погоду и разрушения. Оценивая версию на Nintendo Switch, Пи-Джей О’Рейли из Nintendo Life назвал сборник одним из самых лучших шутеров от первого лица и игр в жанре survival horror на портативной консоли.
В своей положительной рецензии на 3DNews Денис Щенников отмечал потрясающую детализацию окружения, ощущение реального выживания, гнетущую атмосферу, а также практически полностью переделанную Metro 2033, которая благодаря Redux заиграла новыми красками. Рецензент сайта GoHa.ru написал, что Redux-версии Metro 2033 и Last Light выглядят и оптимизированы очень хорошо — в качестве примера он привёл последнюю игру, которая на видеокарте GeForce GTX 780 Ti выдаёт на 20 кадров в секунду больше, чем оригинал. Он также отметил, что за счёт переноса Metro 2033 на движок 4A Engine — улучшенную версию того, что использовался в Last Light — Redux-версия работает более плавно и ничем не отличается от Last Light.
Несмотря на положительные эмоции, Денис Щенников в качестве недостатков отмечал почти неизменённую Last Light, а также историю обеих игр — она подаётся по-прежнему рвано и полна «роялей в кустах». Рецензент GoHa.ru также отозвался о минимальных улучшениях Last Light. Репараз в своей рецензии отмечал, что Metro 2033 любит «швырять» в игрока пригоршню монстров на открытых территориях, а также «слабую» с технической точки зрения версию Xbox One, которая работает в разрешении 912p. В свою очередь, Джессика Васкес, отмечая недостатки сборника, написала, что некоторые проблемы Metro всё ещё остались, но какие именно — она не указала. Пи-Джей О’Рейли из Nintendo Life же столкнулся с долгой загрузкой некоторых уровней на Switch, которая занимала около минуты, но подметил, что загрузки после смерти игрока происходят практически мгновенно.
Спустя неделю после выхода, сборник занял первое место в чарте самых продаваемых игр в Великобритании. По заявлениям издателя Deep Silver, к апрелю 2015 года коллекция Metro Redux разошлась тиражом более полутора миллиона экземпляров.